# Sovětská 40. armáda

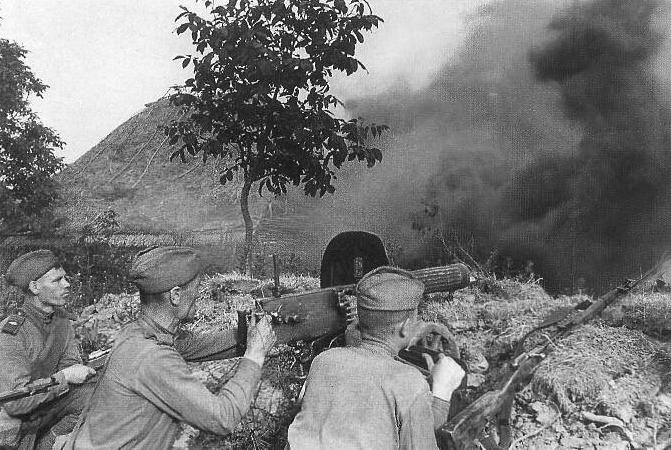
Kulometné hnízdo Rudé armády v bitvě u Kurska

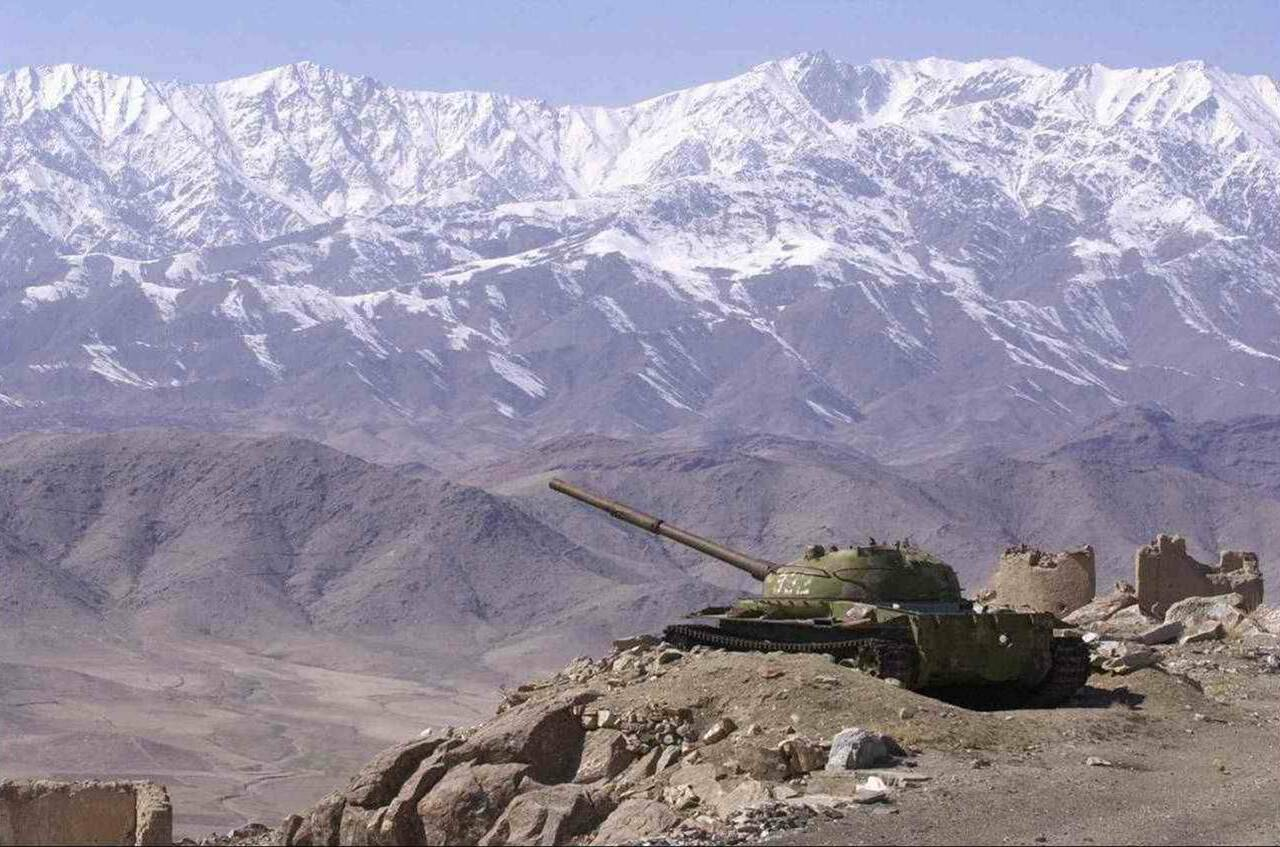
Opuštěný tank T-62 sovětské 40. armády v Afghánistánu

Sovětská 40. armáda (rusky 40-я армия) byla polní armáda Rudé armády a později Sovětské armády. V aktivní službě byla v letech 1941 až 1945 a 1979 až 1990.

## Druhá světová válka
40. armáda byla zformována v srpnu 1941 po německém útoku na Sovětský svaz. Účastnila se bitvy o Kyjevský kotel, bitvy u Kurska, bitvy o Kyjev, Korsuň-ševčenkovské operace, bitvy u Kamence Podolského, Jasko-kišiněvské operace a Pražské ofenzívy. V červenci 1945 byla 40. armáda rozpuštěna.

## Sovětská válka v Afghánistánu
V květnu 1979 byla 40. armáda obnovena v Turkestánském vojenském okruhu k ochraně hranic s Afghánistánem a v letech 1979 až 1989 tvořila hlavní sovětskou vojenskou sílu v sovětské válce v Afghánistánu. Po odchodu z Afghánistánu byla 40. armáda přeměněna na 59. armádní sbor a dnes tvoří její pozůstatky část ozbrojených sil Kazachstánu.